# علم تيمور الشرقية
اعتمد علم تيمور الشرقية (بالبرتغالية: Bandeira de Timor-Leste‏) في 20 أيار - مايو من سنة 2002 ويتكون علم تيمور الشرقية من أربعة ألوان هي الأحمر، الأصفر، الأسود والأبيض.

## الرمزية
- الأحمر يرمز إلى الكفاح من أجل التحرر.
- الأصفر يرمز إلى آثار الاستعمار البرتغالي في تاريخ تيمور الشرقية.
- الأسود يرمز إلى عصور الظلام التي ينبغي التغلب عليها.
- النجمة البيضاء ترمز إلى الأمل للمستقبل الأفضل.
- الأبيض يرمز إلى السلام.

## الأعلام التاريخية

استخدام علم البرتغال، الذي اعتمد عام 1667، في تيمور البرتغالية 1702-1707
استخدام علم البرتغال، الذي اعتمد عام 1707، في تيمور البرتغالية 1707–1750
استخدام علم البرتغال، الذي اعتمد عام 1750، في تيمور البرتغالية 1750–1816
استخدام علم البرتغال، الذي اعتمد عام 1816، في تيمور البرتغالية 1816–1830
استخدام علم البرتغال، الذي اعتمد عام 1830، في تيمور البرتغالية 1830–1910
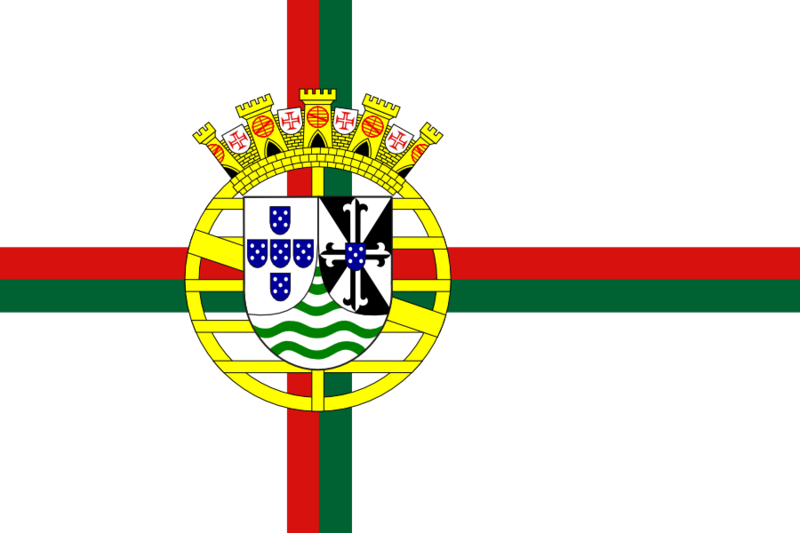
علم غير رسمي لتيمور البرتغالية (1942-1945)
استخدام علم البرتغال، الذي اعتمد عام 1910، في تيمور البرتغالية 1910–1975
استخدام علم اليابان أثناء احتلال اليابان لتيمور البرتغالية (1942-1945)
اقتراح علم لتيمور الشرقية في عام 1965 (لم يعتمدأبدًا)
استخدام العلم بعد إعلان الاستقلال من جانب واحد (28 نوفمبر 1975 - 7 ديسمبر 1975)
علم إندونيسيا الذي استخدمته حكومة تيمور الشرقية المؤقتة (1975-1976) أثناء الغزو الإندونيسي وفي مقاطعة تيمور تيمور خلال الاحتلال الإندونيسي اللاحق (1976-1999)
علم مقاطعة تيمور الشرقية (1976–1999)
علم الأمم المتحدة، الذي استخدمته تيمور الشرقية تحت إدارة الأمم المتحدة (1999-2002)